# Greg Marinovich

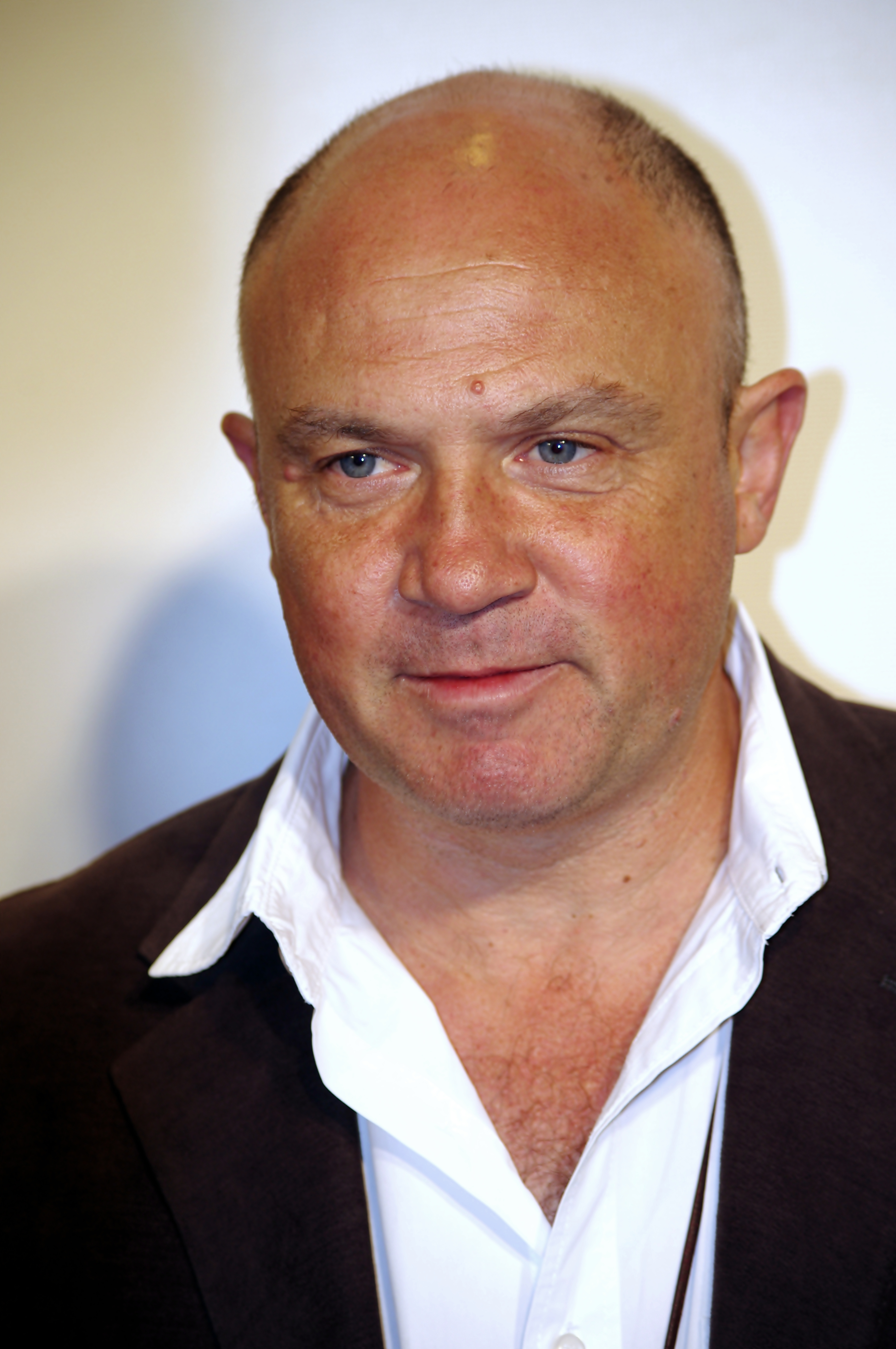
Greg Marinovich (2011)

Greg Sebastian Marinovich (* 8. Dezember 1962 in Springs) ist ein südafrikanischer Fotojournalist und Filmemacher. Bekannt wurde er als Mitglied des Bang-Bang Club und dessen Fotos aus Townships, als dort teilweise bürgerkriegsartige Zustände herrschten.

## Leben
Marinovich wurde als Sohn kroatischer Eltern in Südafrika geboren. Er wuchs in einer ausschließlich weißen, Englisch sprechenden Gemeinde auf. Sein einziger Kontakt zur schwarzen Mehrheitsbevölkerung hatte er mit Dienstpersonal. Wie er später selbst einschätzte gehörte er zu dieser Zeit zu jenen „blinden Taubstummen, die dafür sorgten, dass Südafrika genug Geld machte, um die Apartheid zu bezahlen, ohne dass [er sich] jemals die Hände schmutzig machte, indem [er] jemanden direkt unterdrückte.“ Um den verlängerten Wehrdienst zu vermeiden, floh er etwa 1985 nach Botswana. Er schloss Freundschaft mit SWAPO-Rebellen. Nach seiner Rückkehr arbeitete er als Safari-Guide und näherte sich so der Naturfotografie. Er zog nach Johannesburg und arbeitete dort für mehrere Zeitungen als Fotojournalist, unter anderem die Financial Mail.
1990 fotografierte er in Soweto den Mord an einem vermeintlichen Inkatha-Anhänger Lindsaye Tshabalala durch Anhänger des mit Inkatha verfeindeten African National Congress (ANC). Für die Bildserie erhielt er mehrere Auszeichnungen, unter anderem den Pulitzer-Preis in der Kategorie Spot News Photography. Die Regierung wollte die Ermordung Tshabalalas nutzen, um den ANC zu diskreditieren, und forderte Marinovich auf, vor Gericht zu erscheinen und die Authentizität der Fotos zu bestätigen. Da er vermeiden wollte, als Polizeiinformant dazustehen, floh Marinovich nach London. Hier fotografiere er für die Bildagentur Camera Press lokale Ereignisse. Von der Wochenzeitung The European erhielt er Aufträge in Belgrad und Budapest. Doch schon bald kehrte er nach Südafrika zurück.
Marinovich bildete zusammen mit den etwa gleichaltrigen Fotografen Kevin Carter, Ken Oosterbroek und João Silva den informellen Bang-Bang Club. Sie fotografierten oft in Townships und dokumentierten die blutigen Unruhen zwischen Anhängern von African National Congress und Inkatha in der Endphase der Apartheid. 1994 wurden er und Oosterbroek in Thokoza beschossen. Oosterbroek starb, Marinovich wurde schwer verletzt. Im selben Jahr wurde er mit dem United Nations award of Recognition for Service to Humanity ausgezeichnet. Marinovich unternahm zahlreiche Reportagen in Kriegsgebieten, unter anderem in Tschetschenien, Somalia und dem zerfallenden Jugoslawien. 1996 bis 1997 war er Cheffotograf von Associated Press in Israel und Palästina. Anschließend arbeitete er unter anderem als freier Journalist für den Spiegel. Nach seiner vierten Schusswunde, die er in Afghanistan erlitt, beschloss Marinovich, nicht mehr als Kriegsberichterstatter tätig zu sein. Zusammen mit João Silva schrieb er ein Buch über den Bang-Bang Club. Er drehte Dokumentarfilme, etwa für die South African Broadcasting Corporation.
Marinovich lehrt Visual Journalism (etwa „Photojournalismus“) an der Boston University. 2016 veröffentlichte er einen investigativen Bericht zum Massaker von Marikana im Jahr 2012. Er ist Mitherausgeber der südafrikanischen Online-Zeitung Daily Maverick.
Seine Fotoreportagen erschienen – neben den genannten Publikationen – unter anderem im Time Magazine, in Newsweek, den New York Times und in Paris Match.

## Ehrungen und Rezeption
- 1990: Leica Award
- 1990: Visa d’Or beim International Festival of Photojournalism
- 1991: Pulitzer Prize for Spot News Photography
- 1991: Preis des Overseas Press Club
- 1994: United Nations Award of Recognition for Service to Humanity[3]
- 2009: Nat Nakasa Award for Courageous Journalism[7]
- 2013/2014: Nieman Fellow der Harvard University
- 2017: Alan Paton Award für Murder at Small Koppie: The Real Story of the Marikana Massacre

## Werke
- mit João Silva: The Bang-Bang Club: snapshots from a hidden war. Basic Books, New York 2000, ISBN 0-465-04413-1, Auszüge bei books.google.de
  - deutsch als Der Bang-Bang Club – Schnappschüsse aus einem verborgenen Krieg. Wunderhorn, Heidelberg 2015, ISBN 978-3-88423-487-7.
- The burden of truth. In: Sarah Ben Breathnach (Hrsg.): A man’s journey to simple abundance. Essays. Simon & Schuster, New York 2001, ISBN 978-0-7432-2189-4, S. 130–139. Auszüge bei books.google.de
- Murder at Small Koppie: the real story of the Marikana massacre. Zebra Press, Cape Town 2016, ISBN 978-1-77022-609-8.

## Spielfilm
- The Bang-Bang Club. Kanada/Südafrika 2010